# VMA.200 Milan
Dimensions
Le VMA.200 Milan est la version française du DFS Weihe, un planeur monoplace de performance allemand. C'est un planeur à aile haute de 18 mètres d'envergure.

## Conception et développement
Dès 1944, le ministère de l'Air français se préoccupe de relancer l'aviation légère et le Vol à voile.
Des opérations de "récupération" de matériel en Allemagne permettent de prélever environ 400 planeurs qui n'arriveront pas tous en France : victimes de destruction délibérées ou de transports dans des conditions lamentables (ailes sciées pour faciliter le chargement par exemple) alors que ce matériel, bien qu'ancien, est supérieur au peu de planeurs encore disponibles en France.
Des commandes sont passées pour des versions francisées de planeurs allemands : 400 Grunau Baby rebaptisés Nord 1300 et 210 DFS Meise qui deviennent des Nord 2000. Parallèlement, la maison Victor Minié de Saint-Cyr est chargée de rassembler les éléments disponibles de Weihe pour reconstituer un maximum de planeurs qui prendront le nom de Milan. Le niveau d'avancement des éléments récupérés n'est pas clair et pas forcément homogène. Des sources parlent de composants de base tels que des couples de fuselages, nervures et composants mécaniques et d'autres sources parlent de sous ensembles de plus grande taille comme fuselages et ailes.
En 1950, le fiasco des Arsenal Air 100 aux Championnats du Monde d'Obrero en Suède montre les limites de ce planeur par petit temps. À la suite de cette déconvenue une commande de 30 Air 102 à Victor Minié Aviation est transformée en commande de trente Weihe aux structures renforcées pour répondre aux normes françaises ce qui les alourdit de 55 kilos. La société est aussi chargée de la remise en état des Weihe encore disponible.

## Vols
Évalué au centre d'essais en vol de Brétigny-sur-Orge en 1948 il ne semble pas avoir enthousiasmé le pilote qui note une instabilité transversale et des commandes hétérogènes avec une direction faible, des ailerons moyens et une bonne profondeur, le tout donnant des spirales inconfortables avec l'obligation de contrer le roulis induit par un braquage constant et prononcé des ailerons. Le taux de chute mini est bon mais s'effondre dès que la vitesse augmente. L'absence de roue complique les manipulations au sol ,.

## Planeurs exposés
- F-CCCD : Stocké au Musée de l'Air et de l'Espace[6].
- F-CBGR : Le Plessis-Belleville[7].
- F-CBGP : En état de vol à Amiens-Glisy[6].
- F-CABX : Pont-sur-Yonne[7].